# Kameni spomenik arkanđela Rafaela s malim Tobijom (Marija Bistrica)
Poklonac sv. Ane Samotreće s uzidanom rimskom stelom je rimokatolički objekt u općini Marija Bistrica, zaštićeno kulturno dobro.

## Opis dobra
Spomenik Arkanđela Rafaela s malim Tobijom (dim. 610×98×53 cm) nalazi se nasuprot ulazu u mjesno groblje u Mariji Bistrici na k.č. 1205, k.o. Marija Bistrica. Iako je javna skulptura obrađen je frontalno i sa strana dok je stražnji dio ravno sječen. Postament je mnogo viši od same skulpture i jednostavnije je obrade. Središnji dio mu je izdužen i kruškoliko oblikovan. S prednje strane ukrašen je lisnatim ornamentima. Na njega se ljevkasto nastavlja profil nalik na kapitel također ukrašen centralnim lisnatim motivom. Skulptura prikazuje Arkanđela Rafaela raširenih krila, kako desnom rukom privija k sebi dječaka Tobiju. Lik Rafaela prikazan je frontalno, u uspravnom položaju lagano pognute glave u smjeru maloga Tobije koji stoji ispred, zdesna, leđima oslonjen o Arkanđela.

## Zaštita
Pod oznakom Z-6922 zavedena je kao nepokretno kulturno dobro - pojedinačno, pravnog statusa zaštićena kulturnog dobra, klasificirano kao "sakralna graditeljska baština".